# Zaburzenia gospodarki wodno-elektrolitowej
Zaburzenia gospodarki wodno-elektrolitowej, skrótowo zaburzenia elektrolitowe – upośledzenie homeostazy organizmu, będące skutkiem zaburzenia prawidłowej podaży wody w ustroju i nieprawidłowym stężeniem elektrolitów w ciele. Rzadko dochodzi do izolowanych zaburzeń gospodarki wodnej, zwykle towarzyszą im zaburzenia gospodarki elektrolitowej, dlatego najczęściej są opisywane zbiorczo.
W zależności od występowania deficytu lub nadmiaru wody w organizmie, rozróżnia się stany odwodnienia i przewodnienia organizmu. W zależności natomiast od charakteru zaburzeń elektrolitowych, wpływających na molalność płynów ustrojowych, wyróżnia się zaburzenia izotoniczne, hipotoniczne i hipertoniczne. Zaburzenia gospodarki wodnej można zatem podzielić na:
- stany odwodnienia:
  - odwodnienie izotoniczne
  - odwodnienie hipertoniczne
  - odwodnienie hipotoniczne
- stany przewodnienia:
  - przewodnienie izotoniczne
  - przewodnienie hipertoniczne
  - przewodnienie hipotoniczne

Zaburzone może być również rozmieszczenie płynów w poszczególnych przestrzeniach ciała. Euwolemia jest stanem prawidłowej objętości krwi, objętości płynu śródtkankowego i objętości płynu wewnątrzkomórkowego. Gdy proporcje objętości w tych przestrzeniach zostają zachwiane, mówi się o hipowolemii (gdy jest zbyt mało płynu w przestrzeni wewnątrznaczyniowej) albo hiperwolemii (gdy objętość płynu w przestrzeni wewnątrznaczyniowej jest zbyt duża).
Zaburzenia elektrolitowe można z kolei podzielić ze względu na nieprawidłowe stężenia elektrolitów w ustroju; najczęściej dotyczą one:
- sodu:
  - hipernatremia
  - hiponatremia
- potasu:
  - hipokaliemia
  - hiperkaliemia
- wapnia:
  - hipokalcemia
  - hiperkalcemia
- magnezu:
  - hipomagnezemia
  - hipermagnezemia
- chloru:
  - hipochloremia
  - hiperchloremia.